# Scapezzatore

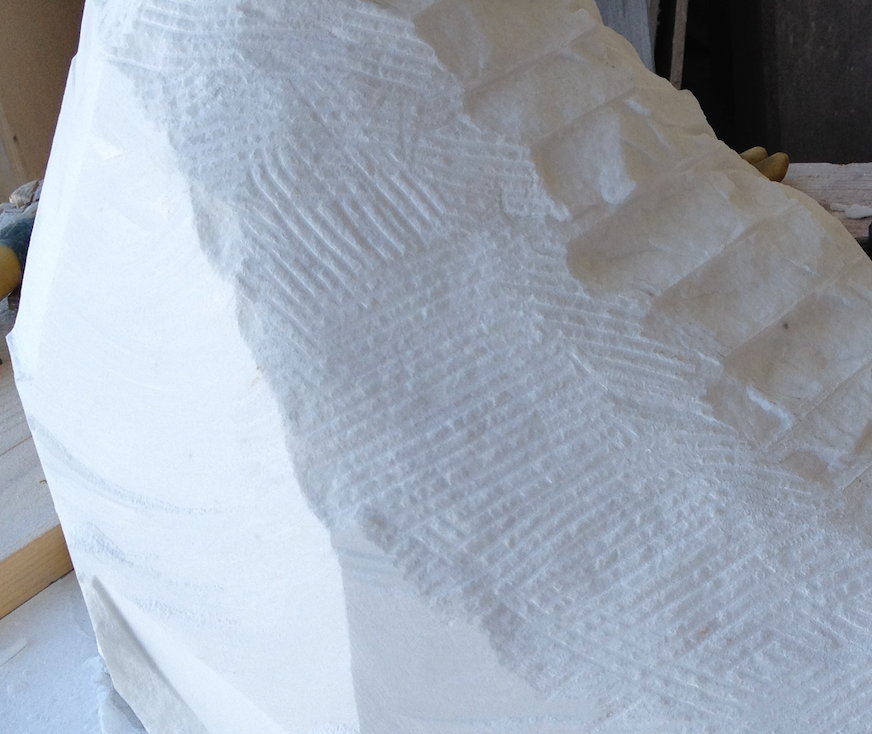
L'immagine mostra un blocco in marmo di Carrara (statuario). Si possono vedere i segni lasciati da tre tipi di utensile: a sinistra dischi abrasivi, al centro scalpello a "gradina" e a destra dischi abrasivi e scapezzatore.

Lo scapezzatore, detto anche scapezzino o sghiandino, sgiantin in dialetto varesotto è uno scalpello manuale di antiche origini (scalpello a colpo) a lama piatta molto robusto e tozzo. È utilizzato per la lavorazione grossolana del marmo nella fase di sbozzatura, allo scopo di asportare grosse porzioni di materiale in modo impreciso o per creare una finitura volutamente grezza.

## Caratteristiche

### Dimensioni
Le dimensioni possono variare di molto, la lama è in acciaio o in Widia e la sua lunghezza è generalmente compresa tra i 20 e i 60 mm, il fusto (impugnatura) ha indicativamente un diametro tra i 12 e i 20 mm.

### Utilizzo
L'attrezzo è usato nelle primissime fasi di lavorazione del taglio della pietra per sbozzare dai blocchi la sagoma da realizzare per poi procedere con utensili più precisi quali la subbia, la gradina e lo scalpello a lama piatta
Gli scultori utilizzano lo scapezzatore anche per rimuovere dal blocco di marmo le parti compromesse da fratture o crepe .
Spesso è utilizzato in abbinamento con utensili meccanici (dischi abrasivi); in una prima fase, con i dischi abrasivi, si incide profondamente il marmo a distanze regolari per creare delle sottili lame che poi vengono asportate rompendole con lo scapezzatore.